# Митридат I (царь Иберии)
Митридат I (груз. მითრიდატე I) — царь Иберии из династии Фарнавазидов, правивший в I веке н. э. и известный по надписям. Согласно К. Л. Туманову, правил в 58-106 годах.
Согласно двум надписям из Армази, Митридат I — сын «великого царя» Фарсмана — видимо, Фарсмана I — и «друг цезарей», царь «иберийцев, дружественных Риму». В средневековых грузинских хрониках отсутствует, а его место занимают три пары соправителей, некоторыми исследователями считаемые вымышленными.